# Лемеш Крижевачки
Лемеш Крижевачки је насељено место у граду Крижевци, Копривничко-крижевачка жупанија, Хрватска.

## Историја
До територијалне реорганизације у Хрватској био је у саставу старе општине Крижевци.

## Становништво
У попису становништва из 2011. године, Лемеш Крижевачки је имао 183 становника.
| Број становника према пописима | Број становника према пописима | Број становника према пописима | Број становника према пописима | Број становника према пописима | Број становника према пописима | Број становника према пописима | Број становника према пописима | Број становника према пописима | Број становника према пописима | Број становника према пописима | Број становника према пописима | Број становника према пописима | Број становника према пописима | Број становника према пописима | Број становника према пописима |
| ------------------------------ | ------------------------------ | ------------------------------ | ------------------------------ | ------------------------------ | ------------------------------ | ------------------------------ | ------------------------------ | ------------------------------ | ------------------------------ | ------------------------------ | ------------------------------ | ------------------------------ | ------------------------------ | ------------------------------ | ------------------------------ |
| 1857                           | 1869                           | 1880                           | 1890                           | 1900                           | 1910                           | 1921                           | 1931                           | 1948                           | 1953                           | 1961                           | 1971                           | 1981                           | 1991                           | 2001                           | 2011                           |
| 134                            | 132                            | 143                            | 196                            | 214                            | 239                            | 212                            | 219                            | 241                            | 235                            | 230                            | 244                            | 212                            | 192                            | 192                            | 183                            |

Напомена: До 1900. исказивано под именом Лемеш, од 1910. до 1948. Лемеш Војаковачки, а од 1953. Лемеж Крижевачки.